# Aeroportul Național Francisco Primo de Verdad
Aeroportul Național Francisco Primo de Verdad (IATA: LOM, ICAO: MMOO) este un aeroport din Jalisco, Mexic ce deservește zona Lagos de Moreno⁠(d). Aeroportul a fost tranzitat în 1995 de 3.358 de pasageri.
Situat la o altitudine de 1.886 m, aeroportul dispune de o singură pistă.